# اوسترووکا (استان اشوی‌داشکسیه)
اوسترووکا (به لهستانی: Ostrołęka) یک منطقهٔ مسکونی در لهستان است که در گمینا سامبوژتس واقع شده‌است. اوسترووکا ۲۵۲ نفر جمعیت دارد.